# あまから手帖
あまから手帖（あまからてちょう）は、大阪ガスと毎日放送の合弁会社のクリエテ関西より出版されている、関西地方の月刊グルメ雑誌である。単なる飲食店の紹介雑誌に止まらぬ関西食文化のオピニオンリーダ的存在である。単行本も多数出版している。創刊以来の編集方針は「実際に食べた店のみを掲載する」。現在も約30人の編集者やフリーライターが素性を明かさずに店を訪ね、味や接客態度などを確認し、掲載したい店のみ改めて取材を申し込む。こうした取材姿勢が読者らとの信頼関係を育んできた。実地取材をせずに記事を書くグルメ雑誌も多いとされる中、志の高い、特筆すべき編集方針と言える。

## 歴史
- 1984年 - 11月号より創刊。創刊時の発行元は京阪神エルマガジン社。
- 1985年 - 7月号を最後に休刊。12月号よりあまから手帖社を発行元として復刊。
- 1995年 - 阪神・淡路大震災の影響で、3月号を最後に休刊[1]。6・7月合併号を「がんばれ神戸大特集号」として発行し再び休刊。
- 1996年 - 8月号よりクリエテ関西を発行元として復刊[1]。復刊号の発行部数は15万部[1]。
- 2009年 - 創刊25周年。発行部数は約10万部[3]。
- 2019年 - 創刊35周年[2]。

## スタッフ
- 編集長：中本由美子
- 編集顧問：門上武司